# NPO Lavočkina
NPO Lavočkina (rusky НПО имени С. А. Лавочкина, plným názvem Vědecko-výrobní sdružení S. A. Lavočkina rusky Научно-производственное объединение им. С. А. Лавочкина) je ruský, dříve sovětský výrobce kosmické techniky pojmenovaný po svém hlavním konstruktérovi Semjonovi Alexejeviči Lavočkinovi. Základní produkcí společnosti jsou umělé družice a kosmické sondy různých typů.
Společnost sídlí v Chimkách v Moskevské oblasti. Do roku 1971 nesla název Strojírenský závod S. A. Lavočkina (rusky Машиностроительный завод им. С.А. Лавочкина), předtím do roku 1960 OKB-301 (rusky Опытно-конструкторское бюро 301).

## Historie společnosti
Továrna v Chimkách byla původně postavena s úkolem dodávat nábytek pro nový Palác sovětů. Po zrušení projektu paláce byl závod v dubnu 1937 přidělen Hlavní správě leteckého průmyslu pod číslem 301. Při továrně byla zřízena konstrukční kancelář (OKB-301, rusky Опытно-конструкторское бюро 301) v čele s Alexejem Alexejevičem Dubrovinem. Úkolem závodu bylo postavit sovětské verze francouzských letadel Caudron 690 a 713 podle zakoupené dokumentace. Koncem roku 1938 byl Dubrovin přeložen do Charkova a kancelář zůstala bez hlavního konstruktéra.
V květnu 1939 byli do čela OKB-301 postaveni V. P. Gorbunov, S. A. Lavočkin a M. I. Gudkov s projektem budoucího stíhacího letadla LaGG-1, resp. LaGG-3. V čela trojice hlavních konstruktérů stál zprvu Gorbunov, ale brzy vůdčí roli převzal Lavočkin, koncem roku 1940 po přeložení Gorbunova a Gudkova zůstal jediným hlavním konstruktérem kanceláře. V prosinci 1940 byla zahájena sériová výroba LaGG-3. Za druhé světové války byla letadla kanceláře La-5 a La-7 základem bojové síly sovětského stíhacího letectva.
Po válce konstrukční tým pokračoval v práci na vrtulových stíhačích La-9, La-180, La-11 a nově i proudových stíhacích letadlech La-150, -160, -15, -176, -190, -200, -250.
Od začátku 50. let pracovala Lavočkinova kancelář na raketách země-vzduch B-300 protivzdušné obrany pro komplex PVO Berkut a raketách vzduch-vzduch G-300.
Testy raket probíhaly na zkušební střelnici Kapustin Jar.
Po počátečních obtížích byla roku 1953 zahájena sériová výroba.
Od roku 1954 se Lavočkinův tým věnoval práci na mezikontinentální nadzvukové křídlaté raketě Burja (rusky Буря).
V červnu 1960 Lavočkin zemřel, závod byl přejmenován na Strojírenský závod S. A. Lavočkina (rusky Машиностроительный завод им. С.А. Лавочкина). V letech 1962–1964 byl závod filiálkou č. 3 Čelomějova OKB-52, tehdy pracoval na protilodních střelách Ametist.
Roku 1965 se Koroljov rozhodl zbavit práce na kosmických sondách a družicích a soustředit se na pilotovanou kosmonautiku. Vývoj a výroba kosmických sond (programy Luna, Mars a Veněra) byly předány Lavočkincům. Od té doby se závod a konstrukční kancelář soustředila na výrobu kosmických sond a družic.
Od roku 1965 podléhal ministerstvu všeobecného strojírenství, po zániku Sovětského svazu přešlo v Ruské federaci do podřízenosti Roskosmosu.
Roku 2017 byla právní forma podniku změněna z federálního státního jednotného podniku (FGUP) na akciovou společnost (AO).

## Vedení společnosti
- Alexej Alexejevič Dubrovin, 1937 – konec 1938 hlavní konstruktér OKB-301
- V. P. Gorbunov, S. A. Lavočkin a M. I. Gudkov, 1939–1940 hlavní konstruktéři OKB-301
- Semjon Alexejevič Lavočkin, konec 1940 – červen 1960 hlavní (od 1956 generální) konstruktér OKB-301
- Michail Michajlovič Pašinin, 1960–1962 hlavní konstruktér Strojírenského závodu Lavočkina
- Arkadij Ionovič Ejdis, 1962–1964 hlavní konstruktér filiálky č. 3 OKB-52
- Georgij Nikolajevič Babakin, 1965 – srpen 1971 hlavní konstruktér Strojírenského závodu Lavočkina
- A. P. Milovanov, 1970–1987 ředitel Strojírenského závodu Lavočkina/NPO Lavočkina
- Sergej Sergejevič Krjukov, 1971–1977 hlavní konstruktér NPO Lavočkina
- Vjačeslav Michajlovič Kovtuněnko, 1977 – červenec 1995 hlavní (od 1987 generální) konstruktér, 1987 – červenec 1995 generální ředitel NPO Lavočkina
- Stanislav Danilovič Kulikov, konec 1997 – září 2003 generální konstruktér a generální ředitel NPO Lavočkina
- Konstantin Michajlovič Pičchadze, září 2003 – leden 2005 generální konstruktér a generální ředitel NPO Lavočkina
- Georgij Maximovič Poliščuk, leden 2005 – leden 2010 generální konstruktér a generální ředitel NPO Lavočkina
- Viktor Vladimirovič Chartov, leden 2010 – červenec 2015 generální ředitel NPO Lavočkina, leden 2010 – říjen 2015 generální konstruktér NPO Lavočkina
- Sergej Antonovič Lemeševskij, od července 2015 generální ředitel NPO Lavočkina
- Maxim Borisovič Martynov, říjen 2015 – únor 2017 generální konstruktér NPO Lavočkina
- Alexandr Jevgenjevič Širmakov, od února 2017 generální konstruktér NPO Lavočkina

## Produkce
- letadla
  - Lavočkin LaGG-1
  - Lavočkin LaGG-3
  - Lavočkin La-5
  - Lavočkin La-7
  - Lavočkin La-9
  - Lavočkin La-11
  - Lavočkin La-126
  - Lavočkin La-138
  - Lavočkin La-140
  - Lavočkin La-150
  - Lavočkin La-152
  - Lavočkin La-154
  - Lavočkin La-156
  - Lavočkin La-160
  - Lavočkin La-168
  - Lavočkin La-174
  - Lavočkin La-176
  - Lavočkin La-180
  - Lavočkin La-190
  - Lavočkin La-200
  - Lavočkin La-250

## Rakety
- SA3-Goa (raketa země-vzduch)
- G-300
- Burja

## Kosmická technika
- kosmické sondy – programy Luna (od Luny 9, včetně všech Lunochodů), Veněra (od Veněry 4), Mars, Vega, Fobos a další
- urychlovací raketové stupně Fregat
- družice (Prognoz, různé Kosmosy, Astron, Granat, Spektr-R)

## Vyznamenání
- Leninův řád (2. listopadu 1944)[6]
- Řád rudého praporu práce (20. dubna 1956, 18. ledna 1971)[6]